# Musiken i L.A. Noire
Musiken i L.A. Noire, ett neonoir-deckarspel utvecklat av Team Bondi och utgivet av Rockstar Games, komponerades av musikerna Andrew Hale och Simon Hale. Den spelades in i Abbey Road Studios i London och innehåller också stycken från Woody Jackson som samarbetat med Rockstar på tidigare projekt. Andrew Hale tyckte att komponeringen av spelets musik handlade om att etablera en stämning och försökte komponera musik som kändes tillgänglig för spelare. Musiken inspirerades av 1940-talsfilmer, men arbetslaget undvek att specifikt skriva musik för den tidsperioden, för att istället fokusera på det efter att musiken hade producerats. Tre kompletterande inspelningar med sång komponerades av det brittiska bandet The Real Tuesday Weld och framfördes av den tyska sångerskan Claudia Brücken; de strävade också efter att passa in musiken med spelets miljö.    
Soundtrackalbumet till L.A. Noire utgavs i maj 2011. Ett andra soundtrack, L.A. Noire Remixed EP, släpptes samma dag och innehåller sex jazzlåtar remixade av samtida DJs. Soundtracken fick ett positivt mottagande. Recensenter tyckte att musiken kopplade samman spelupplägget och tidsperioden på ett lämpligt sätt. Spelets musik nominerades till flera utmärkelser.

## Produktion och komponering

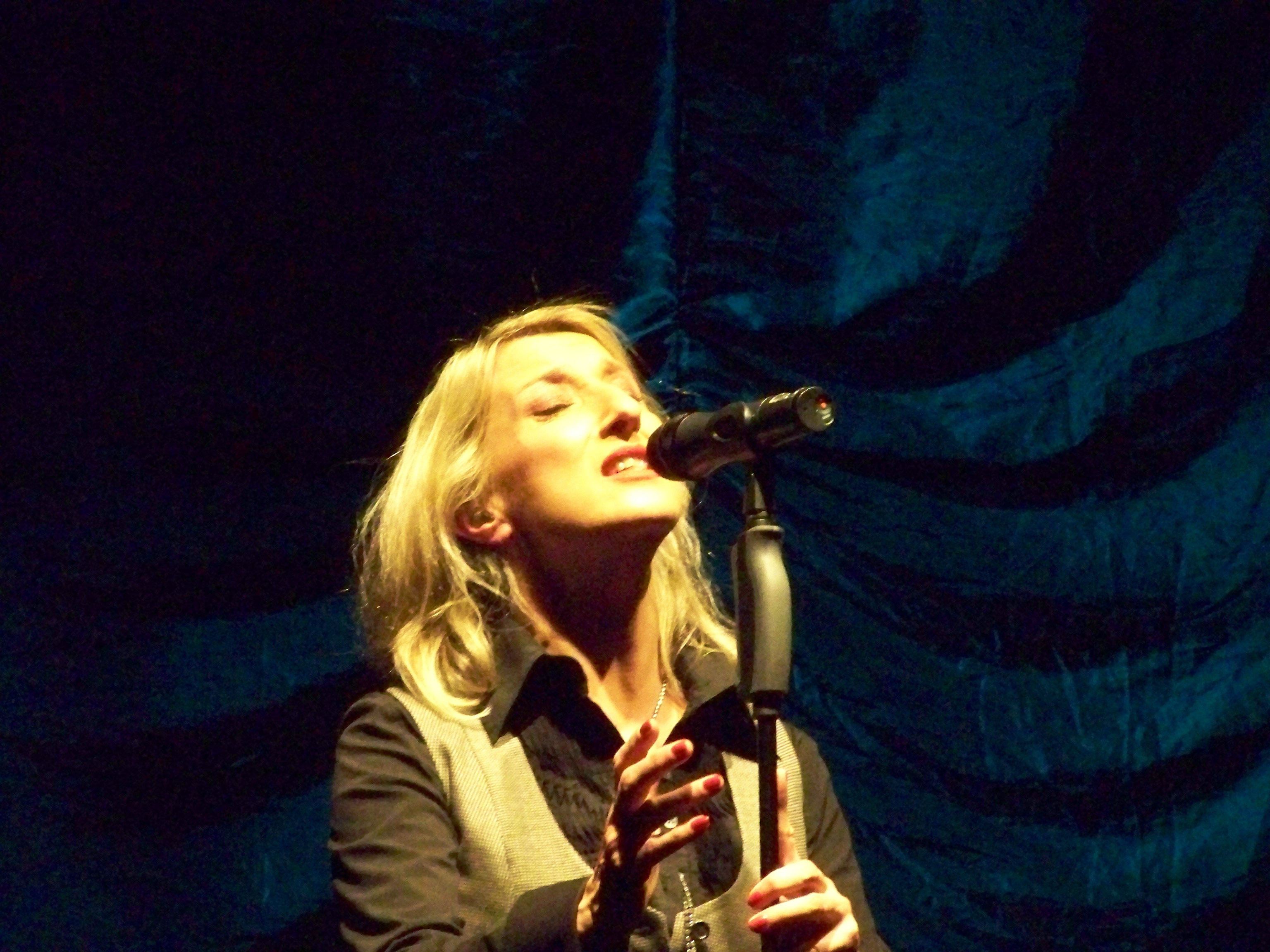
Tre låtar med sång producerades till spelet och framfördes av Claudia Brücken.

L.A. Noire innehåller originalmusik. Spelets musik ackompanjerar spelandet, och gör att spelare blir mer uppmärksamma vid speciella tillfällen. Antydningar i musiken spelas när spelare närmar sig föremål av intresse under undersökningar. I likhet med andra spel utgivna av Rockstar innehåller L.A. Noire också licenserade låtar som spelas upp genom en radio i spelet. Drygt 30 låtar, från artister som Billie Holiday, Louis Armstrong och Ella Fitzgerald förekommer i spelet. Utvecklarna kontaktade Andrew Hale och Simon Hale, liksom Woody Jackson, för att arbeta med musiken. Jackson hade tidigare arbetat med arbetslaget till westernspelet Red Dead Redemption från 2010. Musiken spelades in i Abbey Road Studios och inspirerades av orkestermusik i filmer från 1940-talet. Förutom originalmusiken och de licenserade låtarna innehåller spelet också originalinspelningar med sång som "skapar ett autentiskt sound för att passa in med periodens musikaliska identitet". När bandet The Real Tuesday Weld fick i uppdrag att komponera originalkompositionerna, sökte de efter sång som kunde "framkalla perioden", något som slutligen tilldelades den tyska sångaren Claudia Brücken. Tre stycken låtar med sång producerades: "(I Always Kill) The Things I Love", "Guilty", och "Torched Song".
Musikhandledaren Ivan Pavlovich sade att Rockstars fokus på äkthet och realism inspirerade kompositörerna till att reflektera fokuset i musiken. Andrew Hale tyckte att komponeringen av spelets musik var en flexibel process "om att etablera en stämning", i motsats till en "mekanisk" process i vilken musiken komponerades specifikt för att överensstämma med tidsramarna i spelet; kompositörerna beslöt sig för att fokusera på det senare efter att musiken producerats. De försökte också komponera någonting som kändes tillgängligt för spelare, för att undvika att enbart fokusera på jazz. Andrew Hale tyckte att den orkestrerade musiken hjälpte till i detta.

## Album

### L.A. Noire Official Soundtrack
L.A. Noire Official Soundtrack består av låtar från spelet, komponerade och producerade av Andrew Hale och Simon Hale. Soundtracket har 28 spår med en speltid på 55 minuter, och innehåller ytterligare låtar komponerade och framförda av The Real Tuesday Weld och Claudia Brücken. Albumet utgavs först på onlinetjänsten Itunes Store den 17 maj 2011, tillsammans med L.A. Noire Remixed. Musiken spelades in i London på Abbey Road Studios. Extra musik komponerades av Woody Jackson.
I spelets kontext togs soundtracket emot väl av recensenter. Kirk Hamilton från Kotaku rankade det bland den bästa spelmusiken 2011 och uppskattade "vibben" som det sätter för genren och spelets tidsperiod. Jen Bosier från Video Game Writers berömde soundtrackets återskapande av tidsperioden och tyckte att musiken kunde avnjutas utanför spelet. Evan Andra från SF Critic uttryckte sig i liknande ordalag och hyllade i synnerhet albumets tre sista sångspår och kallade dem "en passande njutbar avslutning för albumet". David Smyth från den brittiska dagstidningen London Evening Standard skrev att de tre låtarna med sång var "spända och vackra", och fortsatte med att soundtracket som helhet är "stämningsmusik av den finaste kalibern". James Southall från Movie Wave nämnde att soundtracket bistod i skapandet av spelets atmosfär, och lyfte särskilt fram albumets "actionmusik". Simon Elchlepp från Video Game Music Online skrev att soundtracket "framgångsrikt återskapar flera aspekter av 1940-talets jazz- och filmmusik", och berömde Hales förståelse av musiktypen.
Soundtracket vann utmärkelsen "Originalmusik" vid den åttonde British Academy Games Awards, och nominerades för "Bästa originalmusik för ett datorspel eller interaktiv media" på 2011 års International Film Music Critics Association. Soundtracket nominerades också för "Bästa musik — Samtida/Alternativ" av Video Game Music Online.
| 1.           | Main Theme                        | Andrew Hale                             | 3:06  |
| 2.           | New Beginning, Pt. 1              | Andrew Hale & Simon Hale                | 1:06  |
| 3.           | New Beginning, Pt. 2              | Andrew Hale & Simon Hale                | 1:25  |
| 4.           | New Beginning, Pt. 3              | Andrew Hale & Simon Hale                | 3:18  |
| 5.           | Minor 9th                         | Andrew Hale                             | 2:50  |
| 6.           | Pride of the Job, Pt. 1           | Andrew Hale & Simon Hale                | 2:38  |
| 7.           | Pride of the Job, Pt. 2           | Andrew Hale & Simon Hale                | 2:32  |
| 8.           | Noire Clarinet                    | Andrew Hale                             | 2:33  |
| 9.           | Temptation, Pt. 1                 | Andrew Hale & Simon Hale                | 1:14  |
| 10.          | Temptation, Pt. 2                 | Andrew Hale & Simon Hale                | 2:12  |
| 11.          | Temptation, Pt. 3                 | Andrew Hale & Simon Hale                | 0:52  |
| 12.          | J.J.                              | Andrew Hale & Fly                       | 1:30  |
| 13.          | Redemption, Pt. 1                 | Andrew Hale & Simon Hale                | 1:07  |
| 14.          | Redemption, Pt. 2                 | Andrew Hale & Simon Hale                | 2:28  |
| 15.          | Redemption, Pt. 3                 | Andrew Hale & Simon Hale                | 1:21  |
| 16.          | Slow Brood                        | Andrew Hale & Simon Hale                | 2:02  |
| 17.          | Use and Abuse, Pt. 1              | Andrew Hale & Simon Hale                | 1:26  |
| 18.          | Use and Abuse, Pt. 2              | Andrew Hale & Simon Hale                | 0:49  |
| 19.          | Use and Abuse, Pt. 3              | Andrew Hale & Simon Hale                | 0:38  |
| 20.          | Use and Abuse, Pt. 4              | Andrew Hale & Simon Hale                | 1:21  |
| 21.          | Fall from Grace, Pt. 1            | Andrew Hale & Simon Hale                | 1:44  |
| 22.          | Fall from Grace, Pt. 2            | Andrew Hale & Simon Hale                | 1:13  |
| 23.          | Murder Brood, Pt. 1               | Andrew Hale & Simon Hale                | 2:34  |
| 24.          | Murder Brood, Pt. 2               | Andrew Hale & Simon Hale                | 2:18  |
| 25.          | Main Theme (Redux)                | Andrew Hale                             | 1:25  |
| 26.          | (I Always Kill) The Things I Love | Claudia Brücken & The Real Tuesday Weld | 2:55  |
| 27.          | Guilty                            | Claudia Brücken & The Real Tuesday Weld | 2:14  |
| 28.          | Torched Song                      | Claudia Brücken & The Real Tuesday Weld | 4:12  |
| Total längd: | Total längd:                      | Total längd:                            | 55:21 |

### L.A. Noire Remixed EP
L.A. Noire Remixed innehåller sex jazzlåtar från tiden spelet äger rum, remixade av samtida DJs. Albumet marknadsfördes som en "specialinstallation" av albumserien Verve Remixed Series, och består av låtar av artister från tidsperioden, som exempelvis Ella Fitzgerald, Lionel Hampton, Billie Holiday och Dinah Washington, remixade av DJs som Ticklah, DJ Premier och Moodymann. Det släpptes först på Itunes Store den 17 maj 2011, tillsammans med spelets huvudsakliga soundtrack.
Albumet fick mestadels positiva recensioner. Bosier från Video Game Writers kallade det "pärlan i samlingen", och uttryckte att det åberopar "känslan av spelet", liksom inkluderingen av "en trevlig retro-vibb". Smyth från London Evening Standard berömde soundtracket och refererade till låtarna som "smakfullt moderniserade". Albumet nominerades för Best Album – Remix av Video Game Music Online.
| 1.           | Stone Cold Dead in the Market (Ticklah remix)        | Ella Fitzgerald & Louis Jordan | 4:17  |
| 2.           | Hey! Ba-Ba-Re-Bop (Midnight Sun remix)               | Lionel Hampton & his orchestra | 5:57  |
| 3.           | A Slick Chick (Maximum Balloon remix)                | Dinah Washington               | 2:57  |
| 4.           | Ain't Nobody Here But Us Chickens (DJ Premier remix) | Louis Jordan                   | 2:37  |
| 5.           | Sing Sing Sing (Truth & Soul remix)                  | Gene Krupa                     | 4:19  |
| 6.           | That Ole Devil Called Love (Moodymann remix)         | Billie Holiday                 | 4:16  |
| Total längd: | Total längd:                                         | Total längd:                   | 24:19 |